# ZDF
La ZDF (acrònim de Zweites Deutsches Fernsehen, en català, Segona televisió alemanya), és un canal de televisió públic alemany amb seu a Magúncia. Llançada l'1 d'abril de 1963, es gestiona com una institució independent sense ànim de lucre i va ser fundada per tots els estats federals d'Alemanya (Bundesländer). ZDF es finança amb les taxes de llicència de televisió i els ingressos publicitaris. És membre actiu de la Unió
L'emissora és coneguda pels seus famosos programes heute (avui), un informatiu establert el 1963, i Wetten, dass..?, un espectacle d'entreteniment que es va estrenar el 1981, suspès el 2014 al 2021 Norbert Himmler, director general de ZDF, va ser elegit pel ZDF Television Council el 2021.

## Transmissió i recepció
Com que ZDF és una estació, no una xarxa, l'estació s'emet a tot Alemanya, sense variacions regionals ni afiliats, utilitzant una sèrie de repetidors de senyal. Els transmissors ZDF emeten un senyal digital. Els senyals analògics es van eliminar gradualment, un procés que va durar del 2002 al 2008. ZDF no executa cap transmissor per si mateix. Durant els dies analògics, tots els transmissors de ZDF van ser gestionats pel Deutsche Bundespost que després es va privatitzar com a subsidiària de Deutsche Telekom T-Systems Media Broadcast. (Això contrasta amb l'altra emissora pública alemanya, ARD, que és propietària dels seus transmissors principals.) Anteriorment, a ZDF no se li permetia utilitzar els transmissors d'ARD. ZDF ha utilitzat tant transmissors ARD com Telekom des dels canvis a la llei als anys noranta i des del canvi digital.
La característica principal d'aquest canal és que, a diferència d'ARD, la ZDF té un únic senyal per a tot el país. La ZDF va començar les seves emissions l'1 d'abril de 1963, i la seva cobertura el dia inaugural va ser del 60% (cobertura que, posteriorment, es va anar augmentant). L'any 1974, la ZDF va traslladar la seva seu general a Mainz-Lerchenberg després d'estar situada breument a Wiesbaden.
El director de la ZDF (Intendant) és escollit pel Consell de Televisió de la ZDF, i la seva composició es basa al voltant dels "grups rellevants de la societat civil" que es nombren als estatuts de la ZDF.

## Canals
La ZDF s'encarrega d'altres canals (a part del del mateix nom):
- 3sat, canal per satèl·lit que té l'objectiu de difondre la llengua alemanya, i que fou creat el 1984 conjuntament per la ZDF, la Schweizer Fernsehen de Suïssa i l'ORF austríaca
- ARTE
- KI.KA, canal infantil.
- Phoenix, canal cultural.
- ZDFdokukanal
- ZDFinfokanal
- ZDFtheaterkanal

## Finançament
La ZDF es finança mitjançant un impost radiofònic que cobra la GEZ ("Gebühreneinzugszentrale", oficina principal de taxes). Avui en dia els alemanys han de pagar 17,98 € mensuals per a la ràdio i la televisió, dels quals el 27% es destina exclusivament a la ZDF. El pressupost de la ZDF és de 2000 milions d'euros (l'any 2009).
La publicitat de la ZDF està restringida per la legislació alemanya. Per això no hi ha publicitat a partir de les vuit de la tarda ni durant els diumenges o festius. A més, els talls publicitaris són de només 3 minuts i poques vegades interrompen els programes.